# Futebol Clube do Porto 2023-2024
Questa pagina raccoglie i dati riguardanti il Futebol Clube do Porto nelle competizioni ufficiali della stagione 2023-2024.

## Maglie e sponsor
| Casa | Trasferta | Terza Divisa |

## Rosa
Aggiornata al 17 aprile 2024 
 In corsivo i calciatori ceduti durante la stagione
| N. |                        | Ruolo | Calciatore          |
| -- | ---------------------- | ----- | ------------------- |
| 2  | Portogallo (bandiera)  | D     | Fábio Cardoso       |
| 3  | Portogallo (bandiera)  | D     | Pepe (capitano)     |
| 4  | Portogallo (bandiera)  | D     | David Carmo         |
| 5  | Spagna (bandiera)      | D     | Iván Marcano        |
| 6  | Canada (bandiera)      | C     | Stephen Eustáquio   |
| 7  | Brasile (bandiera)     | A     | Gabriel Veron       |
| 8  | Serbia (bandiera)      | C     | Marko Grujić        |
| 9  | Iran (bandiera)        | A     | Mehdi Taremi        |
| 10 | Portogallo (bandiera)  | A     | Francisco Conceição |
| 11 | Brasile (bandiera)     | A     | Pepê                |
| 12 | Nigeria (bandiera)     | D     | Zaidu Sanusi        |
| 13 | Brasile (bandiera)     | A     | Wenderson Galeno    |
| 14 | Portogallo (bandiera)  | P     | Cláudio Ramos       |
| 16 | Spagna (bandiera)      | C     | Nico González       |
| 17 | Spagna (bandiera)      | A     | Iván Jaime          |
| 18 | Brasile (bandiera)     | D     | Wendell             |
| 19 | Inghilterra (bandiera) | A     | Danny Namaso        |
| 20 | Portogallo (bandiera)  | A     | André Franco        |

| N. |                       | Ruolo | Calciatore       |
| -- | --------------------- | ----- | ---------------- |
| 21 | Spagna (bandiera)     | A     | Fran Navarro     |
| 22 | Argentina (bandiera)  | C     | Alan Varela      |
| 23 | Portogallo (bandiera) | C     | João Mário       |
| 25 | Portogallo (bandiera) | C     | Otávio           |
| 28 | Portogallo (bandiera) | C     | Romário Baró     |
| 29 | Spagna (bandiera)     | A     | Toni Martínez    |
| 30 | Brasile (bandiera)    | A     | Evanilson        |
| 31 | Portogallo (bandiera) | D     | Otávio A.        |
| 49 | Portogallo (bandiera) | A     | Gonçalo Sousa    |
| 50 | Brasile (bandiera)    | A     | Wendel           |
| 52 | Portogallo (bandiera) | D     | Martim Fernandes |
| 55 | Portogallo (bandiera) | D     | João Mendes      |
| 70 | Portogallo (bandiera) | A     | Gonçalo Borges   |
| 87 | Portogallo (bandiera) | C     | Bernardo Folha   |
| 94 | Brasile (bandiera)    | P     | Samuel Portugal  |
| 97 | Portogallo (bandiera) | D     | Zé Pedro         |
| 99 | Portogallo (bandiera) | P     | Diogo Costa      |

## Calciomercato

### Sessione estiva
| Acquisti         | Acquisti            | Acquisti      | Acquisti                   |
| R.               | Nome                | da            | Modalità                   |
| ---------------- | ------------------- | ------------- | -------------------------- |
| C                | Nico González       | Barcellona    | definitivo (8,4 milioni €) |
| A                | Fran Navarro        | Gil vicente   | definitivo (7 milioni €)   |
| C                | Alan Varela         | Boca Junior   | definitivo (8 milioni €)   |
| A                | Iván Jaime          | Famalicão     | definitivo (5 milioni €)   |
| A                | Francisco Conceição | Ajax          | prestito                   |
| Altre operazioni |                     |               |                            |
| R.               | Nome                | da            | Modalità                   |
| D                | Diogo Leite         | Union Berlino | fine prestito              |
| C                | Romário Baró        | Casa Pia      | fine prestito              |
| C                | Mamadou Loum        | Reading       | fine prestito              |
| D                | Nanu                | Casa Pia      | fine prestito              |
| D                | Carraça             | Gil Vicente   | fine prestito              |

| Cessioni | Cessioni          | Cessioni      | Cessioni                   |
| R.       | Nome              | a             | Modalità                   |
| -------- | ----------------- | ------------- | -------------------------- |
| C        | Otávio            | Al-Nassr      | definitivo (60 milioni €)  |
| D        | Diogo Leite       | Union Berlino | definitivo (7,5 milioni €) |
| C        | Mateus Uribe      | Al-Saad       | gratuito                   |
| D        | Wilson Manafá     | Granada       | gratuito                   |
| D        | Nanu              | Samsunspor    | gratuito                   |
| D        | Fernando Andrade  | Casa Pia      | gratuito                   |
| D        | Rodrigo Conceição | FC Zurigo     | gratuito                   |

### Sessione invernale[3]
| Acquisti         | Acquisti               | Acquisti  | Acquisti                  |
| R.               | Nome                   | da        | Modalità                  |
| ---------------- | ---------------------- | --------- | ------------------------- |
| D                | Otávio Ataide da Silva | Famalicão | definitivo (12 milioni €) |
| Altre operazioni |                        |           |                           |
| R.               | Nome                   | da        | Modalità                  |

| Cessioni         | Cessioni      | Cessioni   | Cessioni              |
| R.               | Nome          | a          | Modalità              |
| ---------------- | ------------- | ---------- | --------------------- |
| A                | Fran Navarro  | Olympiacos | prestito (250 mila €) |
| A                | Gabriel Veron | Cruzeiro   | prestito              |
| D                | David Carmo   | Olympiacos | prestito              |
| Altre operazioni |               |            |                       |
| R.               | Nome          | a          | Modalità              |

## Risultati

### Liga Portugal

#### Girone di andata
| Arbitro: | Malheiro |

|              |           |                             |
| Frimpong 51’ | Marcatori | 67’ T. Martínez 74’ Wendell |

| Arbitro: | Cláudio Pereira |

|                                   |           |                 |
| T. Martínez 13’ I. Marcano 90+10’ | Marcatori | 45+1’ Rui Costa |

| Arbitro: | Fábio Veríssimo |

|              |           |                                      |
| Costinha 52’ | Marcatori | 90+1’ (rig.) Galeno 90+4’ I. Marcano |

| Arbitro: | Nogueira |

|                  |           |            |
| Evanilson 90+19’ | Marcatori | 83’ Cristo |

| Arbitro: | João Pinheiro |

|  |           |            |
|  | Marcatori | 29’ Taremi |

| Arbitro: | António Nobre |

|                          |           |          |
| Jaime 8’ Eustáquio 90+1’ | Marcatori | 37’ Depú |

| Arbitro: | João Pinheiro |

|              |           |  |
| Di María 68’ | Marcatori |  |

| Arbitro: | Nuno Almeida |

|              |           |  |
| Evanilson 9’ | Marcatori |  |

| Arbitro: | Oliveira |

|  |           |                                 |
|  | Marcatori | 22’ (rig.) Taremi 44’ Eustáquio |

| Arbitro: | Tiago Martins |

|  |           |               |
|  | Marcatori | 75’ Holsgrove |

| Arbitro: | Nuno Almeida |

|                 |           |                            |
| André Silva 17’ | Marcatori | 39’ Zaidu 59’ F. Conceição |

| Arbitro: | António Nobre |

|  |           |                                            |
|  | Marcatori | 8’ Evanilson 45+4’ Taremi 87’ F. Conceição |

| Arbitro: | Gonçalves |

|                                     |           |                    |
| Evanilson 12’ Zé Pedro 48’ Pepe 81’ | Marcatori | 89’ (rig.) Andrade |

| Arbitro: | Almeida |

|                           |           |  |
| Gyökeres 11’ Pedro G. 60’ | Marcatori |  |

| Arbitro: | Correia |

|                |           |  |
| João Mário 58’ | Marcatori |  |

| Arbitro: | Oliveira |

|              |           |                 |
| Lourenço 28’ | Marcatori | 23’ T. Martínez |

| Arbitro: | Malheiro |

|                                  |           |  |
| Cardoso 12’ Evanilson 49’ (rig.) | Marcatori |  |

#### Girone di ritorno
| Arbitro: | Luís Godinho |

|                                                     |           |  |
| Wendell 8’, 72’ Evanilson 60’ Galeno 69’ Varela 82’ | Marcatori |  |

| Arbitro: | João Pinheiro |

|                      |           |                               |
| B. Duarte 59’ (rig.) | Marcatori | 35’, 76’ Evanilson 41’ Varela |

| Oporto 3 febbraio 2024, ore 20:30 WET 20ª giornata | Porto | 0 – 0 referto | Rio Ave | Estádio do Dragão (39 330 spett.)\| Arbitro: \| Nobre \| |
| Arbitro:                                           | Nobre |               |         |                                                          |

| Arbitro: | Almeida |

|                                       |           |                                      |
| Mújica 1’ Cristo 30’ (rig.) Jason 61’ | Marcatori | 9’ (rig.) Evanilson 87’ F. Conceição |

| Arbitro: | T. Martins |

|                           |           |  |
| Galeno 36’ João Mário 57’ | Marcatori |  |

| Arbitro: | Veríssimo |

|                  |           |               |
| T. Luciano 90+3’ | Marcatori | 55’ Evanilson |

| Arbitro: | João Pinheiro |

|                                                 |           |  |
| Galeno 20’, 44’ Wendell 55’ Pepê 75’ Namaso 90’ | Marcatori |  |

| Arbitro: | Soares Dias |

|  |           |                                 |
|  | Marcatori | 7’ González 59’ Galeno 79’ Pepê |

| Arbitro: | J. Gonçalves |

|                                                         |           |                 |
| F. Conceição 55’ Pepê 68’ Evanilson 77’ T. Martínez 89’ | Marcatori | 17’ (aut.) Pepe |

| Arbitro: | Nobre |

|              |           |  |
| Cassiano 69’ | Marcatori |  |

| Arbitro: | Veríssimo |

|            |           |                                  |
| Galeno 43’ | Marcatori | 12’ (aut.) Galeno 33’ Jota Silva |

| Arbitro: | G. Correia |

|                                |           |                 |
| Youssouf 17’ (aut.) Taremi 82’ | Marcatori | 9’, 45+1’ Cádiz |

| Arbitro: | M. Oliveira |

|                  |           |                         |
| Nuno Moreira 37’ | Marcatori | 31’ Galeno 56’ González |

| Arbitro: | Almeida (Algarve) |

|                       |           |                   |
| Evanilson 7’ Pepê 41’ | Marcatori | 87’, 88’ Gyökeres |

| Arbitro: | Bessa |

|  |           |                                                    |
|  | Marcatori | 26’ F. Conceição 45+1’ Evanilson 73’ (rig.) Taremi |

| Arbitro: | Soares Dias |

|                           |           |              |
| Zé Pedro 81’ Taremi 90+8’ | Marcatori | 59’ Lourenço |

| Arbitro: | N. Almeida |

|  |           |            |
|  | Marcatori | 84’ Galeno |

### Taça de Portugal
| Arbitro: | Carlos Macedo |

|  |           |                          |
|  | Marcatori | 36’ Franco 65’ Evanilson |

| Arbitro: | Carvalho |

|                                           |           |  |
| Namaso 12’ Evanilson 18’, 44’ Navarro 62’ | Marcatori |  |

| Arbitro: | Fábio Veríssimo |

|  |           |                                      |
|  | Marcatori | 24 ’, 31 ’, 56’ Evanilson 76’ Galeno |

| Arbitro: | Correia |

|                |           |                          |
| R. Martins 27’ | Marcatori | 52’ Evanilson 61’ Galeno |

| Arbitro: | N. Almeida |

|  |           |          |
|  | Marcatori | 52’ Pepê |

| Arbitro: | Soares Dias |

|                                               |           |            |
| Taremi 26’ (rig.) F. Conceição 45+5’ Pepê 75’ | Marcatori | 1’ Freitas |

| Arbitro: | Fábio Veríssimo |

|                                  |           |               |
| Evanilson 25’ Taremi 100’ (rig.) | Marcatori | 20’ St. Juste |

### Taça da Liga
| Arbitro: | Malheiro |

|                                                     |           |          |
| Cassiano 22’ Guitane 90+1’ João Carlos 90+6’ (rig.) | Marcatori | 34’ Pepê |

| Arbitro: | José Bessa |

|                                |           |                    |
| Conceição 7’ Taremi 85’ (rig.) | Marcatori | 14’ (rig.) Fabinho |

### Supercoppa portoghese
| Arbitro: | Luís Godinho (Évora) |

|                       |           |  |
| Di María 61’ Musa 68’ | Marcatori |  |

### UEFA Champions League

#### Fase a gironi
| Arbitro: | Massa |

|           |           |                           |
| Kelsy 13’ | Marcatori | 8’, 15’ Galeno 29’ Taremi |

| Arbitro: | Taylor |

|  |           |              |
|  | Marcatori | 45+1’ Torres |

| Arbitro: | Bastien |

|           |           |                                       |
| Yusuf 37’ | Marcatori | 46’, 69’, 84’ Evanilson 54’ Eustáquio |

| Arbitro: | Mariani |

|                                 |           |  |
| Evanilson 32’ (rig.) Pepe 90+1’ | Marcatori |  |

| Arbitro: | Orsato |

|                                 |           |          |
| João Cancelo 32’ João Félix 57’ | Marcatori | 30’ Pepê |

| Arbitro: | Kovács |

|                                                  |           |                                              |
| Galeno 9’, 43’ Taremi 62’ Pepe 76’ Conceição 82’ | Marcatori | 29’ Sikan 73’ (aut.) Eustáquio 88’ Eguinaldo |

#### Fase a eliminazione diretta

##### Ottavi di finale
| Arbitro: | Gözübüyük |

|              |           |  |
| Galeno 90+4’ | Marcatori |  |

| Arbitro: | Turpin |

|                            |                      |                            |
| Trossard 41’               | Marcatori            |                            |
| Ødegaard Havertz Saka Rice | Tiri di rigore 4 – 2 | Pepê Wendell Grujić Galeno |

## Statistiche

### Statistiche di squadra
Statistiche aggiornate al 26 maggio   2024
| Competizione     | Punti | In casa | In casa | In casa | In casa | In casa | In casa | In trasferta | In trasferta | In trasferta | In trasferta | In trasferta | In trasferta | Totale | Totale | Totale | Totale | Totale | Totale | DR  |
| Competizione     | Punti | G       | V       | N       | P       | Gf      | Gs      | G            | V            | N            | P            | Gf           | Gs           | G      | V      | N      | P      | Gf     | Gs     | DR  |
| ---------------- | ----- | ------- | ------- | ------- | ------- | ------- | ------- | ------------ | ------------ | ------------ | ------------ | ------------ | ------------ | ------ | ------ | ------ | ------ | ------ | ------ | --- |
| Primeira Liga    | 72    | 17      | 11      | 4       | 2       | 35      | 13      | 17           | 11           | 2            | 4            | 28           | 14           | 34     | 22     | 6      | 6      | 63     | 27     | +36 |
| Taça de Portugal | -     | 2       | 2       | 0       | 0       | 7       | 1       | 4            | 4            | 0            | 0            | 9            | 1            | 7      | 7      | 0      | 0      | 18     | 3      | +15 |
| Taça da Liga     |       | 1       | 1       | 0       | 0       | 2       | 1       | 1            | 0            | 0            | 1            | 1            | 3            | 2      | 1      | 0      | 1      | 3      | 4      | -1  |
| Supertaça        |       | -       | -       | -       | -       | -       | -       | -            | -            | -            | -            | -            | -            | 1      | 0      | 0      | 1      | 0      | 2      | -2  |
| Champions League | 12    | 4       | 3       | 0       | 1       | 8       | 4       | 4            | 2            | 0            | 2            | 8            | 5            | 8      | 5      | 0      | 3      | 16     | 9      | +7  |
| Totale           |       | 24      | 17      | 4       | 3       | 52      | 19      | 26           | 17           | 2            | 7            | 46           | 23           | 52     | 35     | 6      | 11     | 100    | 45     | +55 |

### Andamento in campionato
| Giornata  | 1 | 2 | 3 | 4 | 5 | 6 | 7 | 8 | 9 | 10 | 11 | 12 | 13 | 14 | 15 | 16 | 17 | 18 | 19 | 20 | 21 | 22 | 23 | 24 | 25 | 26 | 27 | 28 | 29 | 30 | 31 | 32 | 33 | 34 |
| --------- | - | - | - | - | - | - | - | - | - | -- | -- | -- | -- | -- | -- | -- | -- | -- | -- | -- | -- | -- | -- | -- | -- | -- | -- | -- | -- | -- | -- | -- | -- | -- |
| Luogo     | T | C | T | C | T | C | T | C | T | C  | T  | T  | C  | T  | C  | T  | C  | C  | T  | C  | T  | C  | T  | C  | T  | C  | T  | C  | C  | T  | C  | T  | C  | T  |
| Risultato | V | V | V | N | V | V | P | V | V | P  | V  | V  | V  | P  | V  | N  | V  | V  | V  | N  | P  | V  | N  | V  | V  | V  | P  | P  | N  | V  | N  | V  | V  | V  |
| Posizione | 7 | 3 | 2 | 2 | 3 | 2 | 3 | 3 | 3 | 3  | 3  | 3  | 2  | 3  | 3  | 3  | 3  | 3  | 3  | 3  | 3  | 3  | 3  | 3  | 3  | 3  | 3  | 3  | 3  | 3  | 3  | 3  | 3  | 3  |

Legenda:

Luogo: C = Casa; T = Trasferta. Risultato: V = Vittoria; N = Pareggio; P = Sconfitta.

### Statistiche individuali
| Giocatore    | Primeira Liga | Primeira Liga | Primeira Liga | Primeira Liga | Taça de Portugal | Taça de Portugal | Taça de Portugal | Taça de Portugal | Taça de Liga + Supertaça Cândido de Oliveira | Taça de Liga + Supertaça Cândido de Oliveira | Taça de Liga + Supertaça Cândido de Oliveira | Taça de Liga + Supertaça Cândido de Oliveira | UEFA Champions League | UEFA Champions League | UEFA Champions League | UEFA Champions League | Totale   | Totale | Totale      | Totale     |
| Giocatore    | Presenze      | Reti          | Ammonizioni   | Espulsioni    | Presenze         | Reti             | Ammonizioni      | Espulsioni       | Presenze                                     | Reti                                         | Ammonizioni                                  | Espulsioni                                   | Presenze              | Reti                  | Ammonizioni           | Espulsioni            | Presenze | Reti   | Ammonizioni | Espulsioni |
| ------------ | ------------- | ------------- | ------------- | ------------- | ---------------- | ---------------- | ---------------- | ---------------- | -------------------------------------------- | -------------------------------------------- | -------------------------------------------- | -------------------------------------------- | --------------------- | --------------------- | --------------------- | --------------------- | -------- | ------ | ----------- | ---------- |
| Romário Baró | 10            | 0             | 0             | 0             | 3                | 0                | 0                | 0                | 1+1                                          | 0                                            | 1+0                                          | 0                                            | 1                     | 0                     | 0                     | 0                     | 16       | 0      | 1           | 0          |
| G. Borges    | 17            | 0             | 2             | 0             | 5                | 0                | 0                | 0                | 1+1                                          | 0                                            | 0+0                                          | 0                                            | 2                     | 0                     | 0                     | 0                     | 26       | 0      | 2           | 0          |
| F. Cardoso   | 18            | 1             | 5             | 2             | 4                | 0                | 0                | 0                | 2+0                                          | 0                                            | 1+0                                          | 0                                            | 3                     | 0                     | 2                     | 0                     | 27       | 1      | 8           | 2          |
| D. Carmo     | 7             | 0             | 6             | 1             | 0                | 0                | 0                | 0                | 1+0                                          | 0                                            | 1+0                                          | 0                                            | 4                     | 0                     | 3                     | 0                     | 12       | 0      | 10          | 1          |
| F. Conceição | 27            | 5             | 10            | 1             | 5                | 1                | 0                | 0                | 2+0                                          | 0                                            | 1+0                                          | 0                                            | 8                     | 1                     | 2                     | 0                     | 42       | 7      | 13          | 1          |
| D. Costa     | 33            | -25           | 0             | 1             | 2                | -1               | 0                | 0                | 0+1                                          | -2                                           | 0+0                                          | 0                                            | 8                     | -9                    | 0                     | 0                     | 44       | -37    | 0           | 1          |
| Evanilson    | 27            | 13            | 5             | 1             | 5                | 7                | 0                | 0                | 2+0                                          | 0                                            | 0+0                                          | 0                                            | 7                     | 4                     | 0                     | 0                     | 41       | 24     | 5           | 1          |
| S. Eustáquio | 28            | 2             | 2             | 0             | 1                | 0                | 0                | 0                | 1+1                                          | 0                                            | 1+1                                          | 0                                            | 8                     | 1                     | 1                     | 0                     | 39       | 3      | 5           | 0          |
| M. Fernandes | 4             | 0             | 1             | 0             | 1                | 0                | 0                | 0                | 0+0                                          | 0                                            | 0+0                                          | 0                                            | 0                     | 0                     | 0                     | 0                     | 5        | 0      | 1           | 0          |
| A. Franco    | 15            | 0             | 1             | 0             | 3                | 1                | 0                | 0                | 1+0                                          | 0                                            | 0                                            | 0                                            | 4                     | 0                     | 0                     | 0                     | 23       | 1      | 1           | 0          |
| Galeno       | 31            | 9             | 4             | 0             | 6                | 2                | 1                | 0                | 2+1                                          | 0                                            | 0+0                                          | 0                                            | 7                     | 5                     | 0                     | 0                     | 47       | 16     | 5           | 0          |
| N. González  | 25            | 2             | 7             | 0             | 6                | 0                | 1                | 0                | 1+0                                          | 0                                            | 0                                            | 0                                            | 6                     | 0                     | 1                     | 0                     | 38       | 2      | 9           | 0          |
| M. Grujić    | 10            | 0             | 1             | 0             | 4                | 0                | 1                | 0                | 2+1                                          | 0                                            | 2+0                                          | 0                                            | 3                     | 0                     | 0                     | 0                     | 20       | 0      | 4           | 0          |
| I. Jaime     | 21            | 1             | 0             | 0             | 3                | 0                | 0                | 0                | 1+0                                          | 0                                            | 0+0                                          | 0                                            | 4                     | 0                     | 0                     | 0                     | 29       | 1      | 0           | 0          |
| João Mário   | 27            | 2             | 4             | 0             | 6                | 0                | 0                | 0                | 1+1                                          | 0                                            | 0+0                                          | 0                                            | 8                     | 0                     | 2                     | 0                     | 43       | 2      | 6           | 0          |
| I. Marcano   | 5             | 2             | 1             | 0             | 0                | 0                | 0                | 0                | 0+1                                          | 0                                            | 0+0                                          | 0                                            | 0                     | 0                     | 0                     | 0                     | 6        | 2      | 1           | 0          |
| T. Martínez  | 20            | 4             | 3             | 0             | 1                | 0                | 0                | 0                | 1+1                                          | 0                                            | 0+0                                          | 0                                            | 3                     | 0                     | 0                     | 0                     | 26       | 4      | 3           | 0          |
| J. Mendes    | 5             | 0             | 0             | 0             | 2                | 0                | 0                | 0                | 2+0                                          | 0                                            | 0+0                                          | 0                                            | 0                     | 0                     | 0                     | 0                     | 9        | 0      | 0           | 0          |
| Otávio A.    | 12            | 0             | 3             | 0             | 2                | 0                | 1                | 0                | 0+0                                          | 0                                            | 0+0                                          | 0                                            | 2                     | 0                     | 0                     | 0                     | 16       | 0      | 4           | 0          |
| Otávio M.    | 1             | 0             | 1             | 0             | 0                | 0                | 0                | 0                | 0+1                                          | 0                                            | 0+0                                          | 0                                            | 0                     | 0                     | 0                     | 0                     | 2        | 0      | 1           | 0          |
| D. Namaso    | 16            | 1             | 0             | 0             | 5                | 1                | 0                | 0                | 1+1                                          | 0                                            | 0+1                                          | 0                                            | 3                     | 0                     | 0                     | 0                     | 26       | 2      | 1           | 0          |
| F. Navarro   | 6             | 0             | 0             | 0             | 2                | 1                | 0                | 0                | 0+1                                          | 0                                            | 0+1                                          | 0                                            | 1                     | 0                     | 0                     | 0                     | 10       | 1      | 1           | 0          |
| Pepe         | 22            | 1             | 3             | 2             | 4                | 0                | 1                | 0                | 0+1                                          | 0                                            | 0+0                                          | 1                                            | 8                     | 2                     | 1                     | 0                     | 35       | 3      | 5           | 3          |
| Pepê         | 34            | 4             | 5             | 1             | 5                | 2                | 0                | 0                | 2+1                                          | 1+0                                          | 0+1                                          | 0                                            | 6                     | 1                     | 2                     | 0                     | 48       | 8      | 8           | 1          |
| C. Ramos     | 2             | -2            | 0             | 0             | 4                | -1               | 0                | 0                | 2+0                                          | -4                                           | 0+0                                          | 0                                            | 0                     | -0                    | 0                     | 0                     | 8        | -7     | 0           | 0          |
| J. Sánchez   | 14            | 0             | 2             | 0             | 2                | 0                | 1                | 0                | 1+0                                          | 0                                            | 0+0                                          | 0                                            | 6                     | 0                     | 0                     | 0                     | 23       | 0      | 3           | 0          |
| G. Sousa     | 1             | 0             | 0             | 0             | 0                | 0                | 0                | 0                | 0                                            | 0                                            | 0                                            | 0                                            | 0                     | 0                     | 0                     | 0                     | 1        | 0      | 0           | 0          |
| Zaidu        | 5             | 1             | 0             | 0             | 0                | 0                | 0                | 0                | 0+1                                          | 0                                            | 0+1                                          | 0                                            | 4                     | 0                     | 0                     | 0                     | 10       | 1      | 1           | 0          |
| Zé Pedro     | 11            | 2             | 0             | 0             | 2                | 0                | 0                | 0                | 2+0                                          | 0                                            | 0+0                                          | 0                                            | 0                     | 0                     | 0                     | 0                     | 15       | 2      | 0           | 0          |
| M. Taremi    | 23            | 6             | 3             | 0             | 1                | 1                | 1                | 0                | 2+1                                          | 1+0                                          | 1+0                                          | 0                                            | 7                     | 2                     | 0                     | 0                     | 34       | 10     | 5           | 0          |
| A. Varela    | 30            | 2             | 8             | 0             | 5                | 0                | 0                | 0                | 0+0                                          | 0                                            | 0+0                                          | 0                                            | 8                     | 0                     | 0                     | 0                     | 43       | 2      | 8           | 0          |
| Wendel       | 0             | 0             | 0             | 0             | 1                | 0                | 0                | 0                | 0+0                                          | 0                                            | 0+0                                          | 0                                            | 0                     | 0                     | 0                     | 0                     | 1        | 0      | 0           | 0          |
| Wendell      | 25            | 4             | 8             | 1             | 4                | 0                | 2                | 0                | 1+0                                          | 0                                            | 0+0                                          | 0                                            | 5                     | 0                     | 0                     | 0                     | 35       | 4      | 10          | 1          |